# 李卓吾
李 卓吾（り たくご、嘉靖6年10月26日（1527年11月19日） - 万暦30年3月16日（1602年5月7日））は、中国明代の思想家・評論家。陽明学左派（泰州学派）に属する。泉州府晋江県の出身。
もとの名は林載贄（りん さいし）。のちに姓を李と改める。1566年に即位した隆慶帝朱載坖の諱を避けて「載」字を除き、李贄（り し）と名乗った。号は卓吾（一説に字とも言われる）・宏甫・篤吾・龍湖叟。別号は温陵居士。
また母を早くに亡くし、父の影響を大きく受けたと言われる李卓吾は、父（白斎公）を偲ぶと言う意味で、晩年「思斎」と号した。

## 生涯
嘉靖6年（1527年）、泉州府晋江県に生まれた。当時、明世宗嘉靖帝の治世は「北虜南倭」に悩まされる時代であった。若年を泉州で過ごした卓吾は母を早くに亡くし、父に読書詩文を教わった。26歳の時に郷試に合格したが進士とはならず地方官を歴任した。40代は北京・南京で官界生活を送り、54歳で官を退いた。その後麻城県龍湖にある芝仏院に落ち着き、そこで読書と著述に励んだ。官職から退いた後は、友人の経済的な援助を支えに生活していたという。李卓吾の代表作のほとんどはこの芝仏院時期のものであり、本人の著作や同時代の友人などの記述など多くの記録が残されているが、その中でも50歳以前の卓吾の状況を伝える文は極端に少ない。
その思想は陽明学左派（泰州学派）に属するが、それは官僚として各地に赴任した折、焦竑や耿定向・耿定理兄弟と親交を結び陽明学へと傾倒していったためである。その後王畿・羅汝芳といった王陽明の弟子に出会うことで、さらに李卓吾は思索を深めていった。現在の中国の歴史学者の研究では、ムスリムではないかと言われている。
なお万暦27年（1599年）、南京に赴任していた折りにイエズス会のマテオ・リッチと邂逅している。以後何度か会い、相互理解を深めたようである。李卓吾はリッチの人柄や能力、その著作『交友論』に高い評価を下している。またリッチの方でも李卓吾がキリスト教に一定の理解を示したことや文学にも科学にも精通していると書き残している。
李卓吾は儒教・仏教・道教の三教の融合を唱えていたため、外国思想であるキリスト教に理解を示したのは当然とも言えるが、相対主義者でもあった卓吾は、絶対権威の一神教であるキリスト教を完全に認めたわけではない、とも考えられている。
官職引退後に刊行した詩文集『焚書（ふんしょ）』（1589年）には耿定向との往復書簡が納められ朱子学及びそれを信奉する道学者への厳しい批判が込められていた。そのため、周囲から危険思想と断定され、様々な圧力をかけられた。『焚書』を公刊した後からは、地方の郷紳や学者から迫害を受け、龍湖に住んでいた70歳の年（1596年）には巡道（地方の司法長官）史氏が「李卓吾はまだいるのか、この人物は大いに空気を汚している。もし立ち退かないなら法に照して処置しよう」（『続焚書』巻一、答来書）と郷紳たちに言ったという。
李卓吾への批判はその思想だけでなく生活習慣（僧形となったこと、剃髪、極度の潔癖症であったこと、女性にも学問を講義したこと）にまで及び、彼を悩ますことになる。62歳の時に落髪出家（剃髪）を行ったとされる。李卓吾自身は、儒書をまとめた『初潭集』を編集するなど儒者の精神を捨てたわけではなかったが、世間で剃髪は”世俗との訣別、儒者の放棄”と受け取られる行為として、役人などからも大きく批判され、迫害や逮捕につながるものとなった。また李卓吾への批判はその思想の特異性のみならず、彼の性格に拠るところも大きい。自ら狷介・偏狭と述べ憚らず、世と相容れないこと甚だしかった。
また73歳で南京で出版した歴史人物評論集『蔵書』も逮捕投獄の原因の一つともなった。結局、迫害を逃れたさきの北京近郊で逮捕された。そして獄中で自殺。享年76。
死後も弾圧は止まず、著作やその出版の版木は既刊、未刊問わず全て焼却、遺棄され、王朝が清に移り変わっても禁書目録にその著作は載せられることになる。また陽明学右派の書といえる『明儒学案』（明代の学者を羅列して、その学問の系統を明らかにした書）にもその名は記されていない。

## 思想
李卓吾思想の真髄は童心説にある。「童」が童子、赤ん坊と言う意味であり、人間が生まれたままの自然状態である。「童心」とは偽りのない純真無垢な心、真心を言う。これは陽明学の「良知」を発展させた先に李卓吾が到達したものである。李卓吾によれば、誰もが持つこの「童心」は人間が成長して社会生活を営み、文明化されるにつれて、道理や見聞、知識を得るなど外からもたらされるものによって曇らされ、失われるという。
この思想が危険視されるのは、当時正統イデオロギーとなっていた朱子学における聖人に至る道を否定している点にある。朱子学では心を性と情に分かち性こそ理とする「性即理」をテーゼとするが、性を発露するために読書などによって研鑽を積まねばならないとする。しかるに李卓吾はそのように多くの書物を読んで道理や見聞を得ると言う研鑽そのものが「童心」を失わせるとして排し、否定的に捉えるのである。そして「童心」を失った者が成す文や行動がいかに巧みであろうと仮（にせ）であって、真なるものでは無いとする。
李卓吾が仮（にせ）、端的に言えば偽善者と非難する具体的な対象は士大夫たちである。彼が生きた明代は『金瓶梅』が書かれたり、著名な詩人がひいきの妓女のくつをお猪口にして持ち歩いたりする行動に見られるように文化爛熟あるいは退廃の時代といえるのであるが、その支配イデオロギーは儒教の中でも特にリゴリズム（厳格主義）の傾向が強い朱子学であった。すなわち士大夫は口を開けば「仁義」といった立派なことをいうが、実際の行動はそれに伴っていないことがままあったのである。こうしたダブルスタンダードに対し李卓吾は激しく反発し、士大夫やその価値観を激しく痛罵したのである。
士大夫的価値観への嫌悪・反発が明確に吐露されている例として、それまで儒者によって貶められてきた歴史上の人物や文学の顕彰が挙げられる。たとえば秦の始皇帝や馮道といったそれまで高く評価されてこなかった人々を再評価し、また『西廂記』・『西遊記』・『水滸伝』を『史記』や『離騒』とならぶ古今の至文と評価している。それらをはじめ、十数種類にのぼる批評の文章入りの本を書き、通俗文学の地位を大いに高めた。公安派の文学には李卓吾の思想的な影響が顕著である。
李卓吾の代表作『蔵書』は紀伝体の歴史書だが、その真骨頂は人物の分類や各列伝に付される評論にあり、歴史書の体裁をとった思想書と見るべきである。『蔵書』にて、李卓吾は孔子の是非の判断も現在の基準とはならず、各人は自己の是非の基準を持つべきだとしている。李卓吾は戯曲や小説にも「童心」の発露を認めて、詩文と俗文学の価値を同等のものとした。こうした李卓吾の価値判断は、彼が外的な規範よりも、自らの内なる真心、すなわち「童心」を重視し、且つ是非に定論無しとしたことにより可能となったのである。

## 後世への影響
李卓吾の童心説は激しい批判を浴びたが、命脈が絶えたわけではない。文学において受け継がれていった。すなわち明末に袁宏道ら公安派の唱えた性霊説はこの童心説を受けたものである。これは人間の自然な心の発露を文学によって表現しようとする考えで、その後は清の袁枚に引き継がれた。後継者としては水滸伝の補作者馮夢竜がいるが、馮夢竜は李卓吾と異なり明王朝の価値観に挑戦せず、俗文学を通じて穏やかに思想を説いていると増井経夫は述べている。
真っ向から士大夫的価値観に挑戦した李卓吾の姿勢を継ぐものは明・清を通じて現れなかった。しかし現在の我々がすでに知っているように、儒教は中国が近代化する過程において支配イデオロギーの座から滑り落ち、五四運動においては「人を喰う」教えとして批判にさらされた。ここにいたって、儒教批判の先駆者として李卓吾は漸く顕彰されるのである。中華人民共和国が政権を獲得した後も、儒教が批判にさらされる中で李卓吾は善人として持て囃された。現在、顧炎武・黄宗羲・王夫之と並んで明末清初を代表する思想家の一人として数えられている。

## 日本との関係
現代日本ではほとんど知られていない李卓吾だが、江戸の中頃から幕末にかけて日本でも多くの思想家に読まれていた。
野山獄中に於いて李卓吾の『焚書』を読んで非常に感激したという吉田松陰は李卓吾に深い思い入れを持っていた。吉田松陰は獄死する一年ほど前から李卓吾に関心を寄せ、彼が中国の史書から言葉を抜き出したというノートには李卓吾に関係するもの（『焚書』や『続蔵書』など）が多く残され、その印象を入江杉蔵や品川弥二郎をはじめとする多くの門下生へと書き送ったという。『焚書』の抄録については、これを形見として残し実読を勧める旨記された書簡とともに高杉晋作に届けるよう久坂玄瑞に命じたことが知られている。
吉田松陰は、李卓吾の時代や思想とは異質性はあったものの、その思想の中から自らを投影しその文章などを自己表現の一つとした。
明治に入って李卓吾を顕彰したのは三宅雪嶺著『王陽明』（1894年）に寄せた陸羯南の跋文「王陽明の後に題す」であり、また内藤湖南は遺著『支那史学史』（1949年）に「李贄の史論」の章を立て「古今未曾有の過激思想」と評したが、それ以前に早く「李氏蔵書」（「読書記三則」の一、初出1902年。『目睹書譚』所収）で「但だ此は激薬の若し、以て常食とはすべからず」としながら一読を奨めていた。これらが清末中国人留学生の眼に触れて李卓吾再発見の一つの機縁をなした可能性が、島田虔次によって示唆されている。
「神の道」を提唱した本居宣長も、李卓吾の提唱した「童心」と似た思想を展開している。本居宣長は「道」の根本的な意味が「真心」にあり、それは童心と同じように成長する過程で得る知識や学習などにより失ってしまうと言う。この真心も童心も、共に過ごし「生まれつき」「自然な状態」を強調している。本居宣長の「内なる自然」として人間の私欲を容認していると言う点は李卓吾の思想に通じる所がある。

## 著書
- 『焚書』
- 『続焚書』
- 『蔵書』
- 『続蔵書』
- 『李氏文集』
- 『卓吾大徳』
- 『古道録』
- 『孫子参同十三篇』
- 『浄土訣』
- 『坡公年譜』

なお明代の『西遊記』のバリエーションのひとつに『李卓吾先生批評西遊記』があるが、これは権威づけのため李卓吾の名を勝手に使用したものである。